# Хренов (Львовская область)
Хренов (укр. Хренів) — село в Новоярычевской поселковой общине Львовского района Львовской области Украины.
Население по переписи 2001 года составляло 292 человека. Занимает площадь 1,04 км². Почтовый индекс — 80462. Телефонный код — 3254.